# إرنست هاينكل
الدكتور إرنست هاينكل (24 يناير 1888 في الإمبراطورية الألمانية - 30 يناير 1958 في شتوتغارت) مصمم طائرات، ومصنّع ألماني، وعضو في الحزب النازي. شركته هنكل Flugzeugwerke أنتجت هنكل 178، أول طائرة نفاثة في العالم، وهنكل 176 أول طائرة صاروخية في العالم. حصل على الجائزة الوطنية الألمانية للفنون والعلوم في عام 1938.